# Mainkai

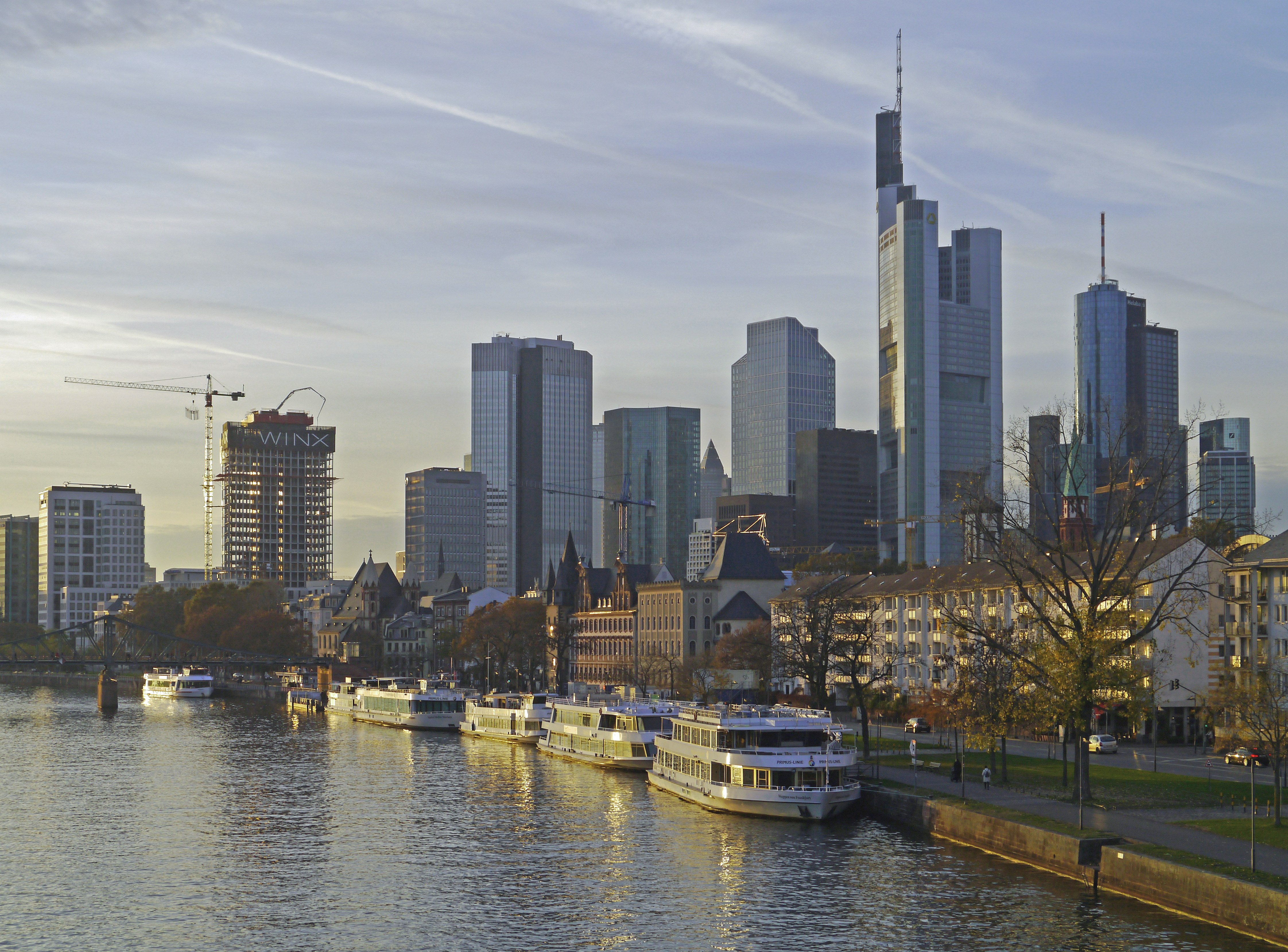
Fahrgastschiffe am Mainkai vor der Skyline von Frankfurt

Der Mainkai ist eine Straße am rechten Mainufer in der Frankfurter Altstadt zwischen Alter Brücke und Untermainbrücke. Sie entstand ab 1826 durch Aufschüttung und Verbreiterung aus dem seit dem Mittelalter befestigten Anlege- und Landungsplatz am Mainufer. Sie ist heute eine Flaniermeile am Fluss und war ab 30. Juli 2019 versuchsweise für ein Jahr Fußgängern und Radfahrern vorbehalten.
Der Mainkai geht mainabwärts in den Untermainkai mit dem Nizza, einem Teil des Frankfurter Grüngürtels, über. Zusammen mit dem Schaumainkai auf der gegenüberliegenden Mainseite bildet er das Museumsufer.
Am Mainkai verläuft die Verbindungsstrecke der Hafenbahn, die auch für Personensonderzüge der Historischen Eisenbahn Frankfurt genutzt wird. Der Mainkai ist Hauptanlegestelle der Frankfurter Personenschiffahrt und eine Abfahrtstelle der Köln-Düsseldorfer Rheinschiffahrt.

## Lage
Der Mainkai beginnt im Osten am nördlichen Brückenkopf der Alten Brücke. Unter der Straßenrampe liegen die 1826 angelegten Fischergewölbe, die im 19. Jahrhundert von den Frankfurter Mainfischern als Liegeplätze ihrer Boote genutzt wurden. Die klassizistische Bebauung in diesem Bereich wurde bei den Luftangriffen 1944 überwiegend zerstört. Die heutige Bebauung stammt zumeist aus der Zeit des Wiederaufbaus 1952 bis 1955. Westlich der Gasse Zum Pfarrturm entstand eine dreigeschossige Blockrandbebauung, dahinter große begrünte Innenhöfe.
Südlich der Fahrbahn bis zur Kaimauer ist der Mainkai als Mainuferpark gestaltet. Die Kaimauer dient unter dem Namen Fahrtorwerft als Liegeplatz für die Fahrgastschiffe der Primus-Linie. Ein weiterer Anlegeplatz ist die westlich des Eisernen Stegs gelegene Leonhardswerft. Er wird von der Köln-Düsseldorfer und anderen Reedereien genutzt, teilweise als Liegeplätze für Flusskreuzfahrtschiffe während ihres Aufenthaltes in Frankfurt.

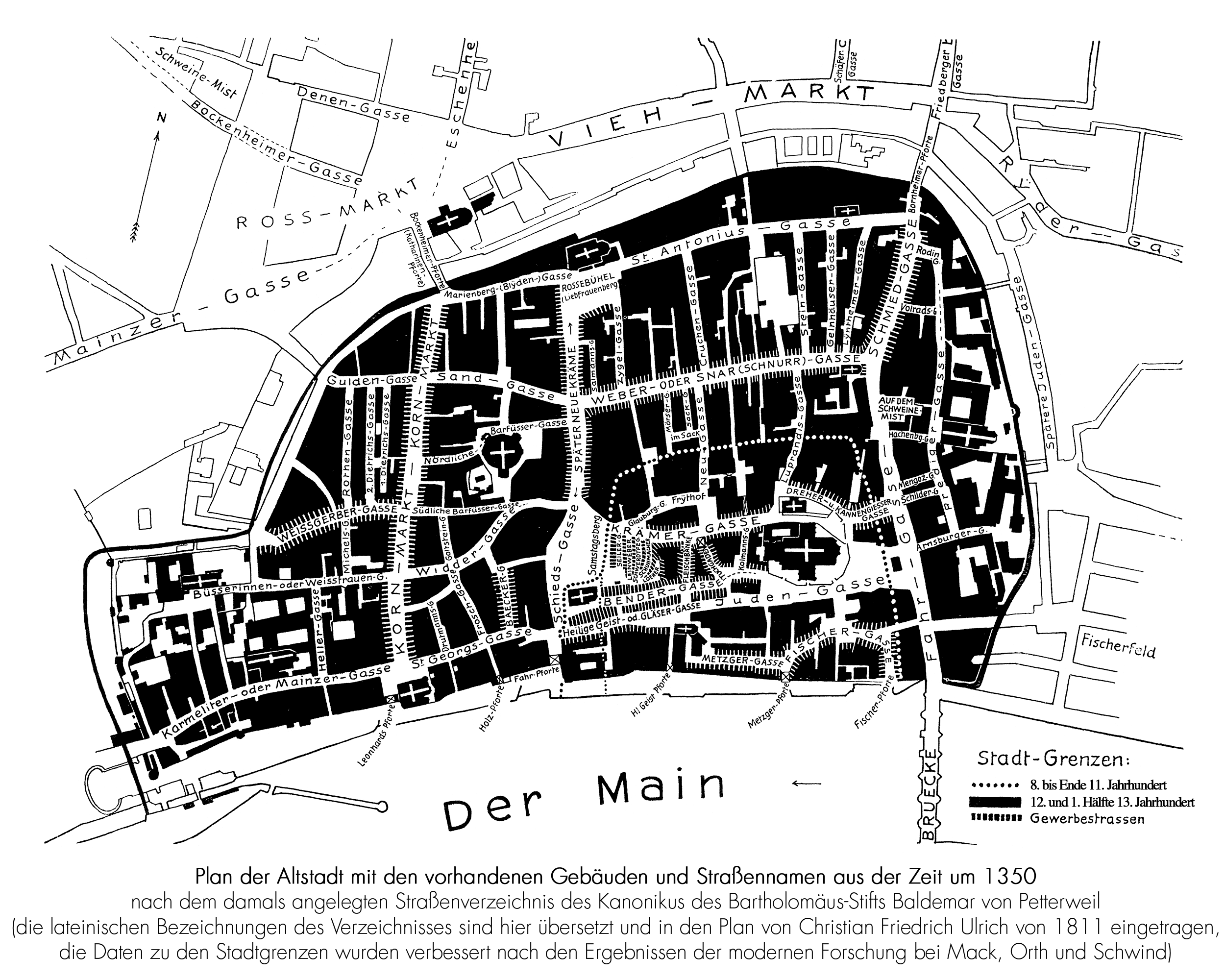
Lageplan um 1350

Im Bereich um das Fahrtor lag seit dem Mittelalter bis zum Bau des Westhafens der Frankfurter Mainhafen. Der wiederaufgebaute Saalhof mit dem Rententurm ist eines der historisch bedeutendsten Bauwerke Frankfurts. Trotz der Aufschüttungen im 19. Jahrhundert ist dieser Abschnitt des Mainufers der tiefstgelegene Teil der Frankfurter Altstadt. Bei Hochwasser des Mains kommt es gelegentlich zu Überschwemmungen, zuletzt 1995, 2003 und 2011.
Westlich der Gasse Am Leonhardstor tritt die nördliche Blockrandbebauung etwas zurück, sodass die Straße hier auf beiden Seiten als Grünanlage gestaltet ist. An der Seckbächer Gasse, einem schmalen Fußweg, endet der Mainkai. Die zum nördlichen Brückenkopf der Untermainbrücke hinaufführende Rampe gehört bereits zum Untermainkai.

## Geschichte

### Frankfurts Ältester Hafen

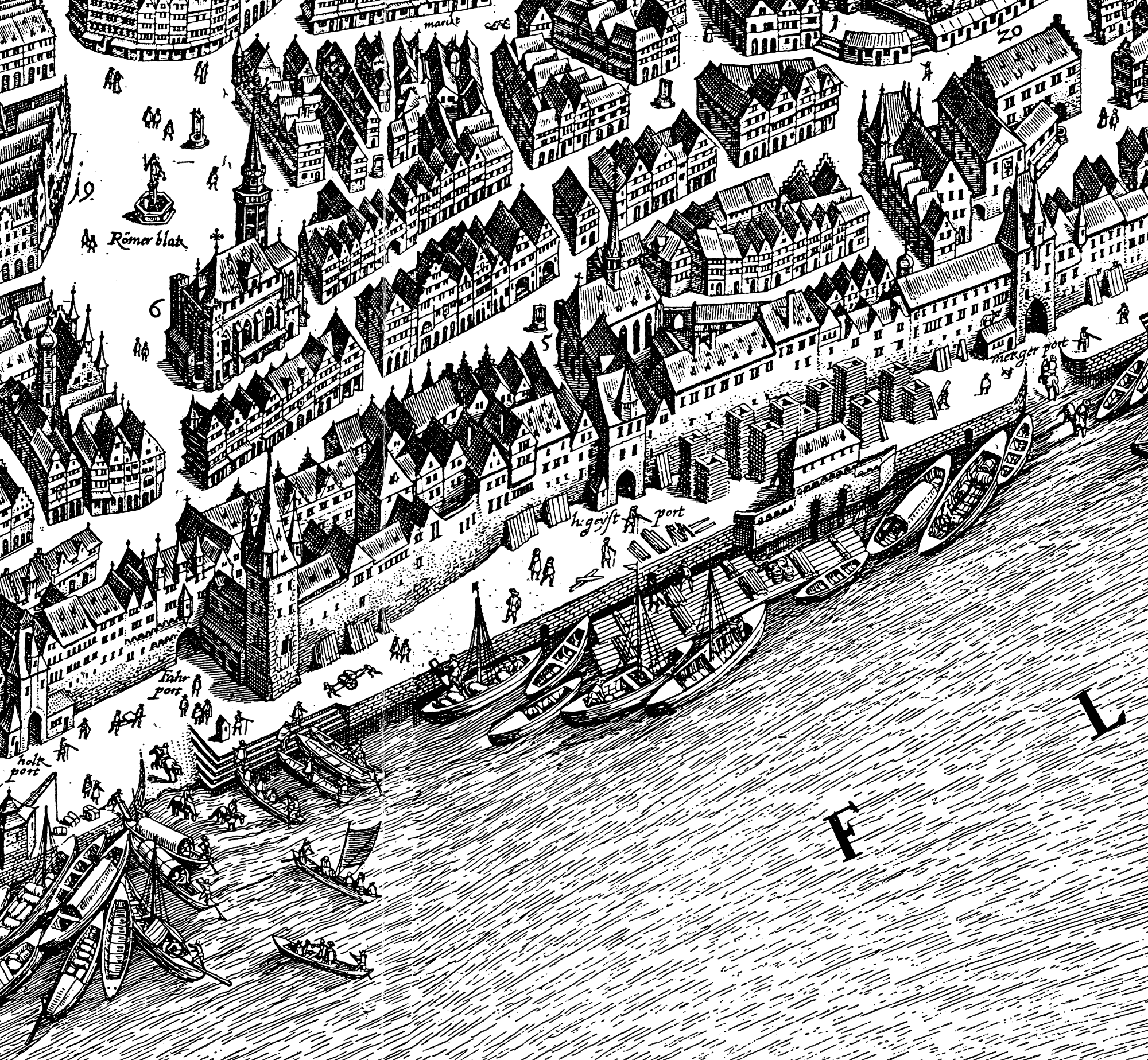
Mainufer vor dem Fahrtor auf dem Vogelschauplan von Matthäus Merian, 1628

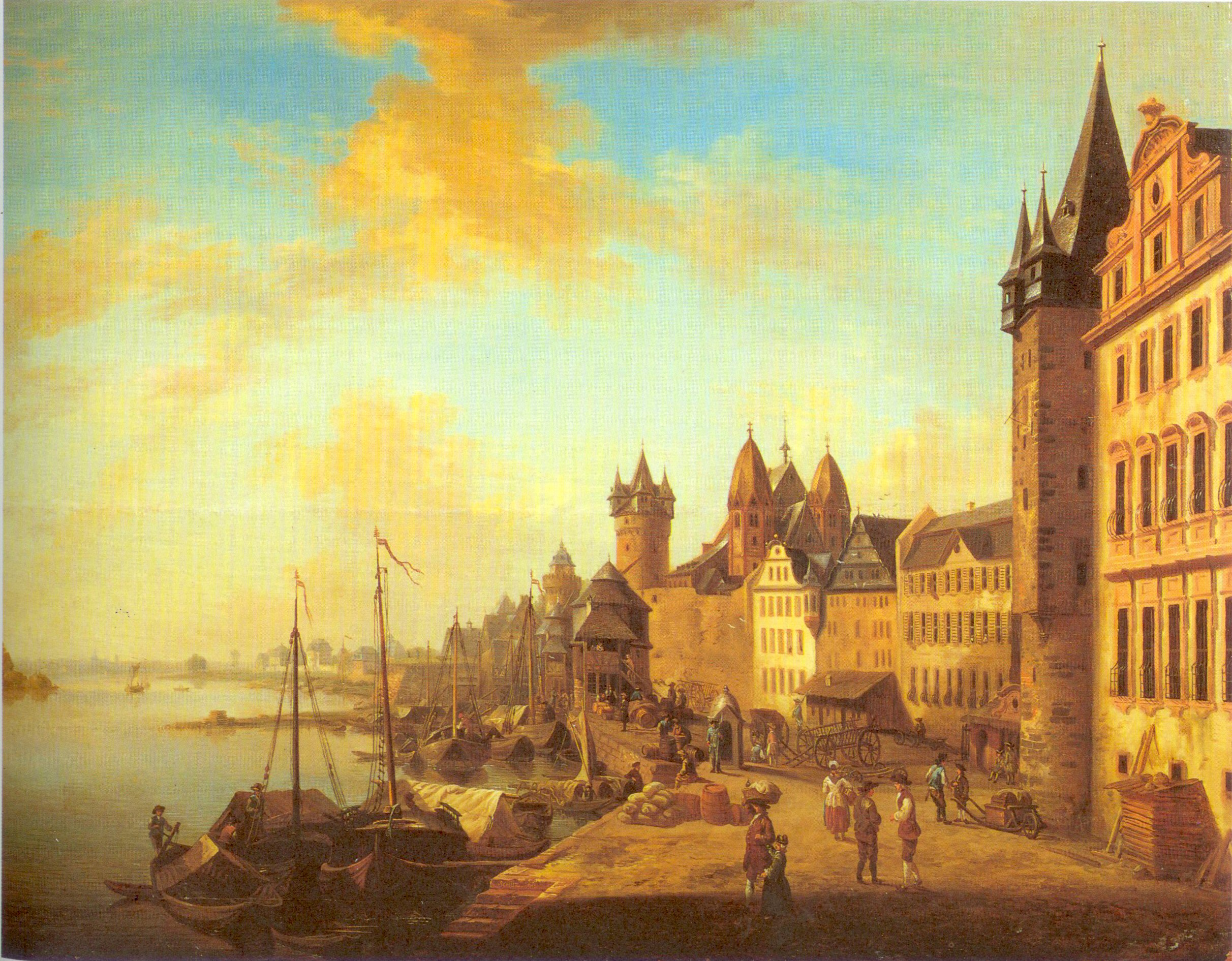
Weinmarkt von Osten, Christian Georg Schütz der Ältere, 1760

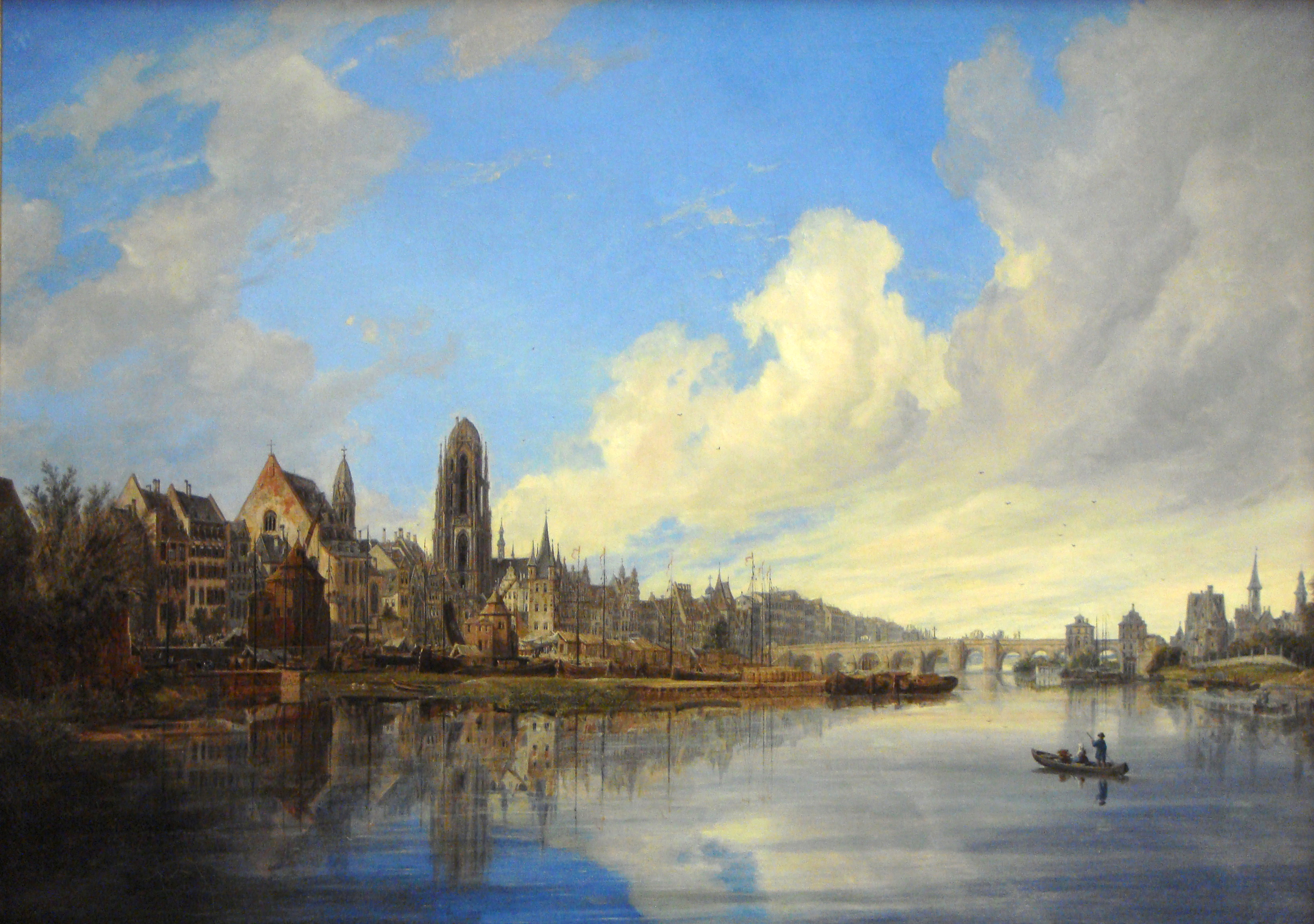
Der Mainkai von Westen, Domenico Quaglio, 1831

Im Bereich der Frankfurter Altstadt zog sich eine Kalksteinbarriere durch den Main, als Teil einer vom Berger Rücken bis zum Sachsenhäuser Berg verlaufenden geologischen Scholle. Sie bildete im frühen Mittelalter in der ansonsten sumpfigen und von zahlreichen Wasserläufen durchzogenen Mainebene eine gute Zugangsmöglichkeit zum Hauptstrom und eine für Personen und Fuhrwerke passierbare Furt. Einer seit dem 11. Jahrhundert belegten Sage nach soll eine Hirschkuh dem fränkischen Heer diese Frankenfurt gezeigt haben, als es sich unter Führung Kaiser Karls des Großen auf der Flucht vor den Sachsen über den Main zurückziehen musste und keinen Übergang fand. Der Kaiser sei später siegreich zurückgekehrt und habe an der Furt eine Stadt gegründet. Die besiegten Sachsen habe er am gegenüberliegenden Ufer angesiedelt, das danach den Namen Sachsenhausen erhielt.
Tatsächlich findet sich der Name Franconofurd in der ältesten urkundlichen Erwähnung der Stadt von 794. Das Ufer wurde als Schiffslände genutzt, außerdem siedelten sich hier Fischer und Handwerker an, die zur Königspfalz Frankfurt gehörten. Bereits im späten Mittelalter wurde das Ufer mit einer Kaianlage befestigt, wie archäologische Befunde beim Neubau des Historischen Museums zeigten. Die Uferlinie verlief allerdings damals noch erheblich weiter nördlich als heute, etwas südlich der Saalgasse. Im 10. Jahrhundert wurde das damalige besiedelte Gebiet erstmals mit einer Stadtmauer befestigt.
Ende des 12. Jahrhunderts errichtete man an der Stelle des heutigen Saalhofes eine von Ringmauern geschützte Burganlage mit einem dreistöckigen Wohnturm, möglicherweise Sitz eines Reichsministerialen. Anfang des 13. Jahrhunderts wurde die Burg erweitert und um eine romanische Kapelle ergänzt, die heute das älteste erhaltene Bauwerk Frankfurts ist. Dieser Bau wurde auch in die etwa gleichzeitig entstandene staufische Befestigungsanlage einbezogen, die das gesamte Mainufer zwischen der 1222 erstmals urkundlich erwähnten Mainbrücke und dem Mainzer Turm schützte. Der Zugang vom Mainkai in die Altstadt wurde durch sechs starke Tore gesichert. Von Osten nach Westen waren dies die Fischerpforte unmittelbar westlich der Brücke, das Metzgertor am Ausgang des Metzgerviertels neben dem Schlachthaus, die Heilig-Geist-Pforte südlich des Heilig-Geist-Spitals an der Saalgasse, das Fahrtor als Verbindung zum Römerberg, die Holzpforte westlich davon sowie schließlich das mit einem zusätzlichen Turm gesicherte Leonhardstor zum Kornmarkt in der westlichen Altstadt.
Das Ufer zwischen Metzgertor und Leonhardstor bildete bis zum Ende des 19. Jahrhunderts Frankfurts wichtigsten Hafen. Auf dem flussaufwärts gelegenen Uferabschnitt wurde hauptsächlich Holz umgeschlagen, das mit Flößen vom Oberlauf des Mains herbeigeschafft wurde. Unterhalb des Saalhofes lag der Stapelplatz für Wein, der vor allem aus Franken oder dem Rheingau stammte. Seit dem 12. Jahrhundert gab es eine regelmäßige Verbindung zwischen Frankfurt und Mainz, das Mainzer Marktschiff. Seit dem 14. Jahrhundert verkehrten zwei Fahrzeuge im täglichen Wechsel, das eine zu Berg und das andere zu Tal. Die Schiffe dienten dem Personen- und Gütertransport, aber auch der Postbeförderung. Die Abfahrt in Frankfurt erfolgte täglich um 10 Uhr vom Fahrtor aus. Die Fahrzeit nach Mainz betrug etwa sieben bis neun Stunden. Von 1600 bis zum Bau der Frankfurt-Hanauer Eisenbahn 1848 pendelte zudem mehrmals wöchentlich ein Marktschiff zwischen Frankfurt und Hanau.

### Ausbau des Handels und der Uferbefestigungen im 19. Jahrhundert

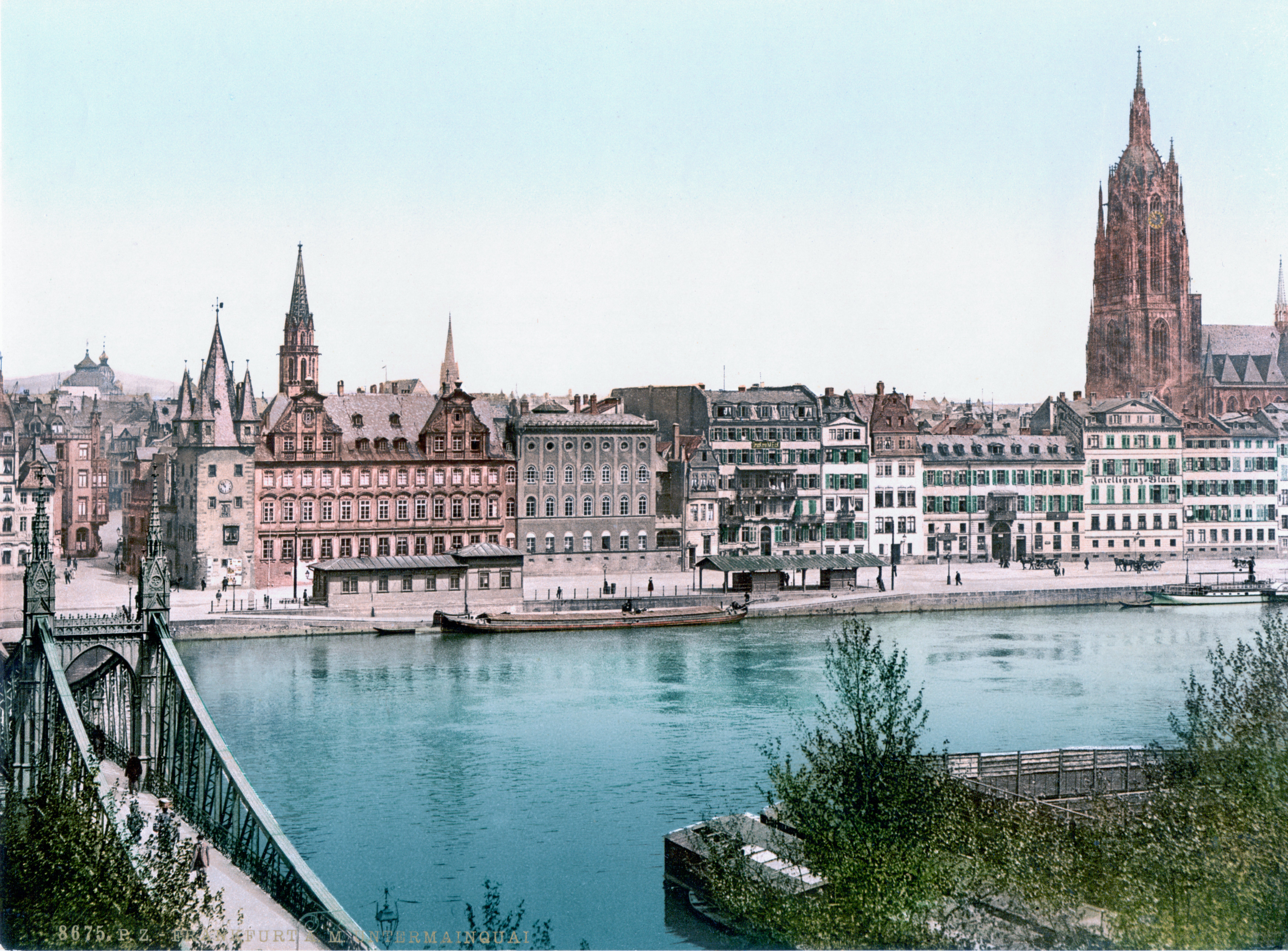
Mainufer, um 1900

Im 18. Jahrhundert erwiesen sich die starken Befestigungsanlagen zunehmend als Verkehrshindernisse, zumal sie jeglichen militärischen Nutzen verloren hatten. Als erstes wurde 1769 der Sachsenhäuser Brückenturm abgerissen, 1801 folgte sein Gegenüber am Frankfurter Ufer. Auch danach gab es jedoch noch keine direkte Verbindung vom Mainufer zur Brücke. Erst 1826 wurde der Tiefkai zwischen Alter Brücke und Großer Fischergasse durch Aufschüttungen verbreitert und ein neuer Hochkai, der Brückenquai, errichtet, über den die Straße verlief. Die Unterkonstruktion bildete das aus rotem Mainsandstein gemauerte Fischergewölbe. Die Gewölbekeller waren durch schmale Stichkanäle mit dem Main verbunden und dienten den Fischernachen bis zum Bau der Verbindungsbahn 1859 als Hafen.
1825 gründeten Kaufleute aus Frankfurt, Mainz und Straßburg die Dampfschiffahrtsgesellschaft von Rhein und Main und gaben einen Raddampfer in Auftrag, die Stadt Frankfurt. Sie erreichte am 8. März 1828 als erstes Dampfschiff auf dem Main ihren künftigen Heimathafen am Mainkai. Das Schiff erwies sich jedoch als Fehlkonstruktion; es war für den profitablen Güterverkehr ungeeignet und seine Dampfmaschine erwies sich erst nach mehreren Umbauten als betriebstauglich. Ab 1830 wurde es vornehmlich auf dem Oberrhein zwischen Mainz und Karlsruhe eingesetzt.
Das Verkehrsaufkommen auf dem Main steigerte sich trotzdem beachtlich und benötigte mehr Lager- und Umschlagfläche am Ufer und bessere Verkehrsverbindungen in die Stadt. 1829–30 wurde die Uferbefestigung um 130 Meter nach Westen verlängert. Erst 1839–40 wurde das mittelalterliche Fahrtor abgerissen und der Mainkai um weitere 370 Meter bis hinter das Leonhardstor verlängert. Auf der so gewonnenen breiten Lagerfläche südlich der Alten Mainzer Gasse errichtete 1841 Stadtbaumeister Johann Friedrich Christian Heß als eines seiner letzten Werke das Zollager. Es bestand aus dem klassizistischen Zollgebäude für die Zolldirektion und das Haupt-Steueramt sowie dem Packhof aus mehreren Revisionshallen. Mit der sogenannten Mittelwasserkorrektion verpflichtete sich die Freie Stadt Frankfurt 1846, in ihrem Territorium eine Mindestfahrrinnentiefe von 90 Zentimetern und eine Fahrrinnenbreite von 26 Metern aufrechtzuerhalten.

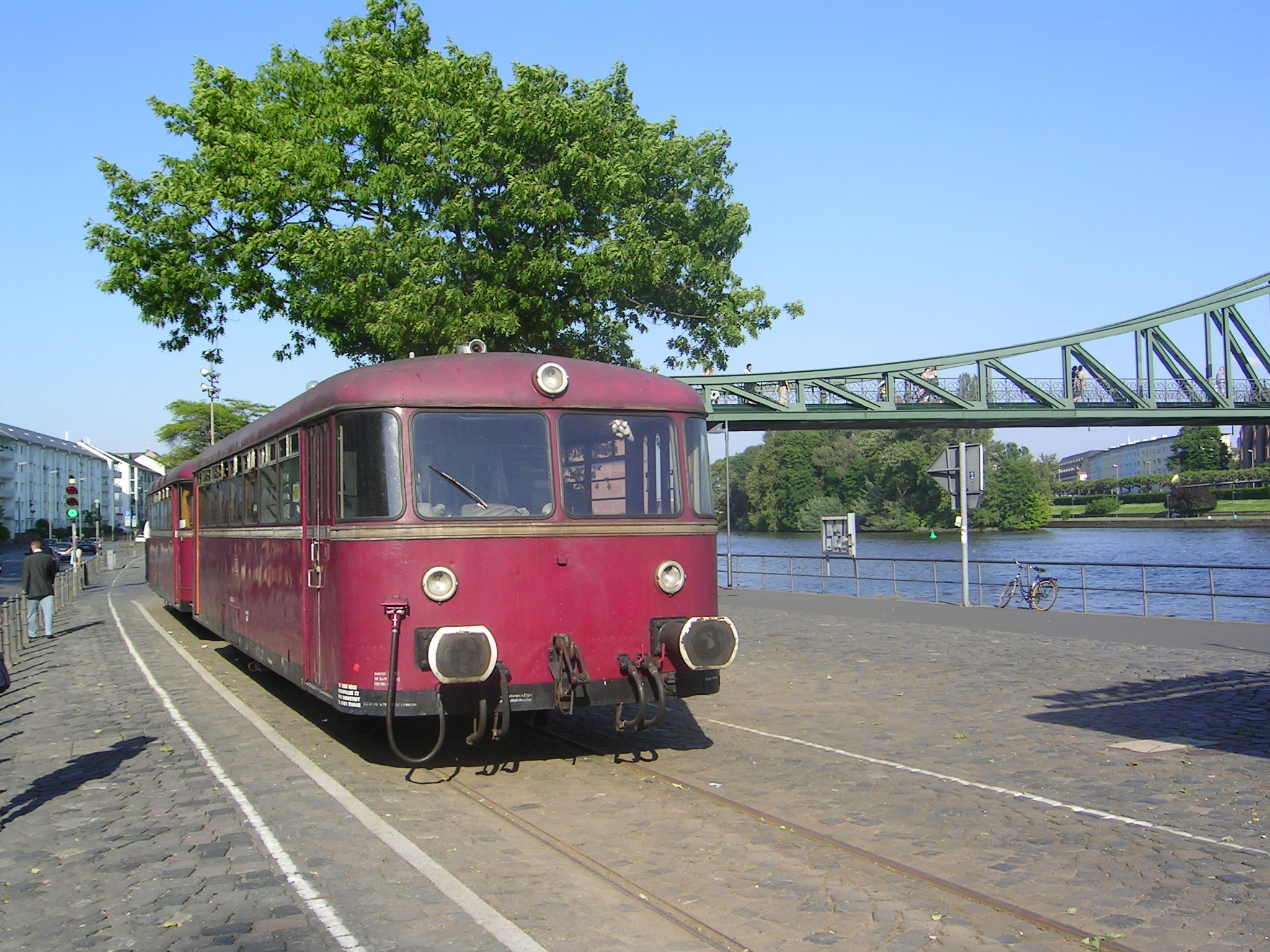
Haltepunkt am Eisernen Steg

Beim Bau der Verbindungsbahn 1850–58 musste die Ufermauer im Bereich des Zollhofes erneut weiter in den Flusslauf verlegt werden, um Platz für die nötigen Rangier- und Abstellgleise zu schaffen. Außerdem verlängerte man die Kaimauer um 900 Meter nach Westen, wodurch das Ufergelände befestigt wurde, auf dem Stadtgärtner Sebastian Rinz 1860 die Grünanlage Nizza schuf.
Direkt am Ufer unterhalb des Zollhofes entstanden 1858 zwei etwa 200 bzw. 100 Schuh lange, eingeschossige, einschiffige Lagerschuppen. Zum Be- und Entladen der Schiffe dienten in regelmäßigen Abständen errichtete, handbetriebene Drehkräne. Einer dieser Kräne, der Herkuleskran, ist erhalten. Er befand sich ursprünglich am Zollhof und wurde später an seinen heutigen Standort am Nizza versetzt.
Die 1859 eröffnete Verbindungsbahn führte von den Westbahnhöfen zum Hanauer Bahnhof. Bis 1869 wurde sie nur für den Güterverkehr genutzt, danach bis zum 1. April 1913 auch im Personenverkehr. Der Haltepunkt Fahrtor vor dem Saalhof besaß sogar zeitweise ein eigenes Empfangsgebäude. Wegen der Zerstörung der Mainbrücken im März 1945 kurz vor Ende des Zweiten Weltkriegs wurde die Verbindungsbahn im Sommer 1945 nochmals für kurze Zeit im planmäßigen Personenverkehr genutzt. Seitdem dient sie als Betriebsstrecke der Frankfurter Hafenbahn; seit 1978 nutzt die Historische Eisenbahn Frankfurt sie überdies für ihren Museumsbetrieb.
1866 endete die jahrhundertealte Souveränität der Freien Stadt Frankfurt mit der Annexion durch Preußen. Eisenbahnanlagen, Alte Brücke und die in Höhe der heutigen Friedensbrücke gelegene Eisenbahnbrücke wurden verstaatlicht. Eine Erweiterung oder ein Neubau der Alten Brücke, die dem Straßenverkehr schon längst nicht mehr gewachsen war, kam wegen der mit der Annexion verbundenen politischen und wirtschaftlichen Umwälzungen vorerst nicht mehr in Betracht. Frankfurter Bürger gründeten daher 1867 eine Aktiengesellschaft zur Errichtung einer Brücke am Fahrtor, die 1868/69 den Eisernen Steg erbauen ließ.
Zwischen 1863 und 1879 erlebte der Schiffsverkehr auf dem Main einen Niedergang. Der jährliche Güterumschlag sank von 211.700 Tonnen auf 93.400 Tonnen. Das lag nicht nur an der wachsenden Konkurrenz durch die 1863 eröffnete Mainbahn, sondern vor allem an der Versandung der Mainmündung bei Kostheim. Im Durchschnitt sank die Fahrwassertiefe des Untermains an mehr als 220 Tagen im Jahr unter 90 Zentimeter. Nur noch kleine Schiffe mit etwa 50 Tonnen Ladefähigkeit konnten den Main befahren, sodass die Fracht in Mainz umgeschlagen werden musste. In Verbindung mit dem Zeitaufwand und den Kosten für das Treideln der Schiffe wurde der Güterverkehr zunehmend unrentabel. Um den Main auch weiterhin als Verkehrsweg für den Bedarf der wachsenden Städte und Industriebetriebe an Rohstoffen und Baumaterial nutzen zu können, beschloss Preußen auf Initiative der Frankfurter Handelskammer, den Untermain auf einer Strecke von 36 Kilometern zu kanalisieren und mit fünf Staustufen auf eine Mindestfahrwassertiefe von 2 Metern aufzustauen. Die Schleusen waren mit 82 Metern Länge und 10,50 Metern Breite groß genug, um auch die damals größten Rheinschiffe aufzunehmen. Gleichzeitig entstand oberhalb des Frankfurter Wehrs ein neuer Sicherheits- und Handelshafen. Die Stauhöhe genügte, um an den Kaimauern im gesamten Stadtgebiet ganzjährig noch bis zur 1878 eröffneten Obermainbrücke eine Wassertiefe von mindestens 1,20 Meter aufrechtzuerhalten. Der Verkehr von Frankfurt mainaufwärts wurde mit der ebenfalls 1886 in Betrieb gegangenen Kettenschifffahrt auf dem Main modernisiert. Der Main bildete nun auf einer Länge von vier Kilometern im Stadtgebiet einen modernen Hafen, und die Verkehrsleistung stieg von 1882 bis 1889 um das Hundertfache.
Mit der Inbetriebnahme der ersten Staustufe Offenbach 1898 bis 1900 wurde der kanalisierte Flussabschnitt bis zum 1908 bis 1912 errichteten Frankfurter Osthafen verlängert. Nach der Eröffnung des Westhafens wurden die Anlegestellen am Fahrtor vorwiegend für die Personenschifffahrt genutzt; zunächst für den planmäßigen Fährverkehr, beispielsweise nach Schwanheim, ab den 1920er Jahren vor allem für Ausflugsfahrten. Mit der Stilllegung des Personenverkehrs auf der Verbindungsbahn 1913 bekam der Mainkai eine neue Funktion als innerstädtische Achse für den Straßenverkehr. 1932 wurden die alten Zollgebäude am Leonhardstor abgerissen und ihre Gleisanlagen bis auf ein durchgehendes Streckengleis zurückgebaut. Der freigewordene Platz wurde zu einer Promenade mit Grünanlage umgestaltet. Damit erreichte der Main im Bereich des Mainkai weitgehend den heutigen Ausbauzustand.

### Der Mainkai als Verkehrsachse

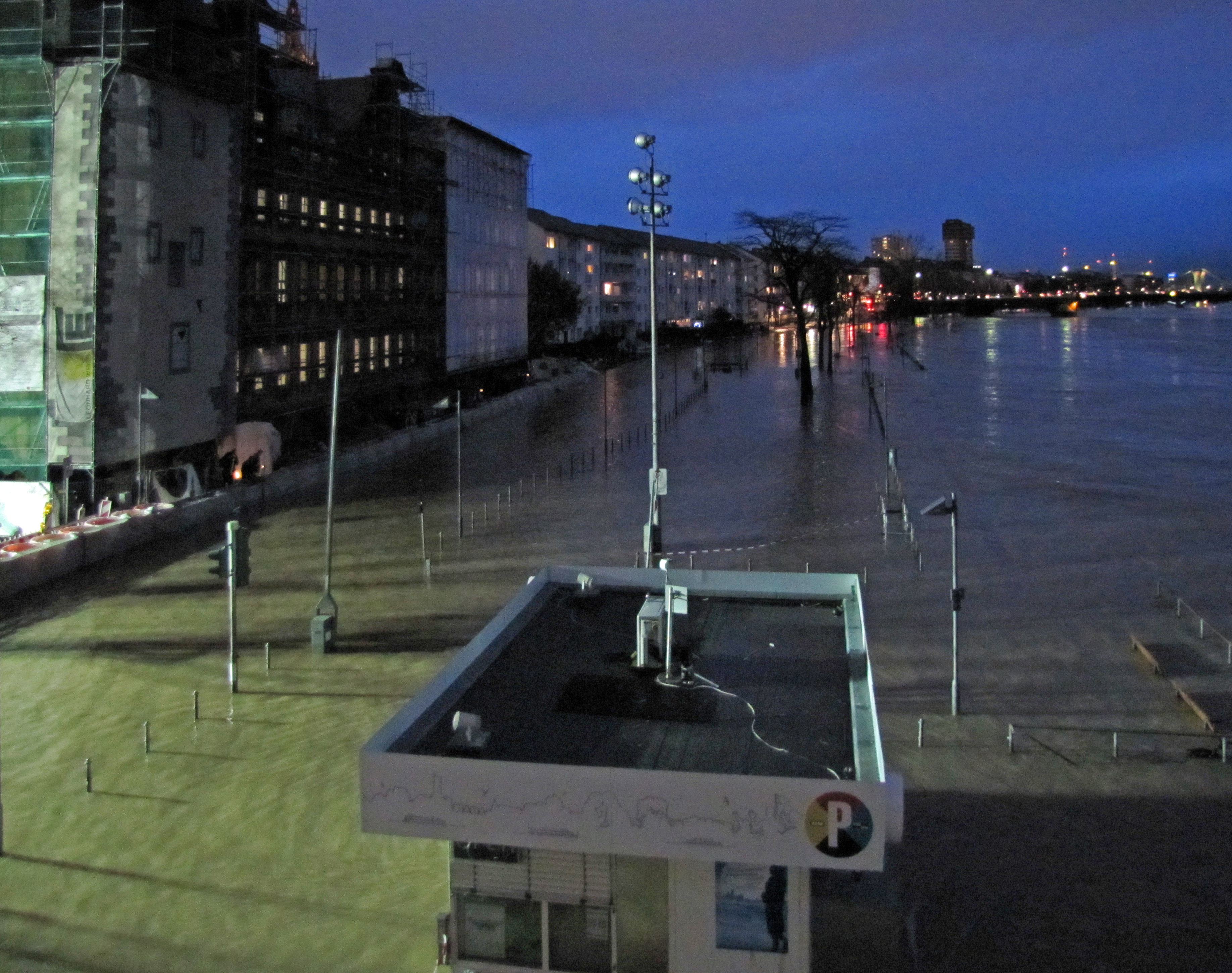
Der Mainkai bei Hochwasser, 2011

Im 20. und frühen 21. Jahrhundert wurde der Mainkai als Hauptverkehrsader für den Straßenverkehr mit bis zu 20.000 Fahrzeugen täglich als Ost-West-Verbindung durch einen der schönsten Bereiche der Stadt genutzt. Insbesondere nach der Eröffnung der Neuen Alten Brücke im Jahr 1926 stieg das Verkehrsaufkommen signifikant an. Der Mainkai war jedoch auch nach den Erweiterungen des 19. Jahrhunderts noch nicht hochwassersicher. Im Mittel traten etwa alle zwei bis drei Jahre Überschwemmungen auf. Die höchsten Pegelstände 1845 und 1882 lagen gut einen Meter höher als die höchsten seit der Mitte des 20. Jahrhunderts erreichten Pegelstände. Ein besonders schweres Hochwasser im Januar 1920 mit einem Pegelhöchststand von 618 cm (70 cm mehr als 1995) ließ die Stadtverwaltung einen alten Hochwasserschutzplan aus den 1880er Jahren wieder aufgreifen. Die Uferpartie am Mainkai sollte angehoben und eingedeicht werden. Auf dem neuen Hochkai sollte eine 12 Meter breite Uferstraße entstehen, die davor liegende Fläche als Grünanlage gestaltet werden. Im Oktober 1927 begannen die Bauarbeiten, die jedoch schon im März 1928 aus Geldmangel und wegen der lautstarken öffentlichen Proteste wieder eingestellt wurden.
Der geplante Deich hätte das Mainpanorama beeinträchtigt, das vor der Zerstörung bei den Luftangriffen 1944 mit seiner pittoresken Abfolge von mittelalterlichen, barocken und klassizistischen Bauten als eine der touristischen Attraktionen Frankfurts galt. Hinter den repräsentativen Uferfassaden war das enge, historisch gewachsene Gewirr von Gassen, Höfen und Hinterhöfen im Viertel zwischen Saalgasse, Dom und Fahrgasse noch vollständig erhalten. Ab 1926 wurden zahlreiche Häuser auf Initiative des Bundes tätiger Altstadtfreunde saniert. 1936–38 wurden im Bereich zwischen Alter Brücke und Dom in der Großen und Kleinen Fischergasse sowie zwischen Mainkai 3 und 11 zahlreiche Häuser abgerissen oder saniert und dabei ein Kirschgarten genannter Innenhof geschaffen.
Erste Pläne, den Mainkai autofrei zu machen, stammen aus den frühen 1960er Jahren. Im Gegenzug sollte der Schaumainkai am südlichen Mainufer zu einer sechsspurigen, kreuzungsfreien Schnellstraße auf zwei Ebenen (Hoch- und Tiefkai) ausgebaut werden. Als Ersatz für die Ende März 1945 gesprengte und nur notdürftig reparierte Alte Brücke war eine Schrägseilbrücke im Stil der 1959 eröffneten Kölner Severinsbrücke geplant. Eine zusätzliche Fußgängerbrücke sollte in einer Achse zwischen Dom und Dreikönigskirche den Main überqueren, verbunden mit einem Café auf der Westmole der Maininsel. Eine weitere Straßenbrücke sollte unterhalb der Untermainbrücke in Höhe der Gallusanlage entstehen. Der Plan hätte erhebliche Eingriffe in die historische Bausubstanz Sachsenhausens und des Bahnhofsviertels mit sich gebracht, sah jedoch zugleich vor, das nördliche Mainufer am Mainkai und Untermainkai komplett für den Individualverkehr zu sperren und in eine Grünanlage zu verwandeln. Der Plan wurde in den ersten Gesamtverkehrsplan von 1966 aufgenommen, aber nicht realisiert. Nach der Kommunalwahl 1977 gab die damalige Stadtregierung die Pläne auf und entwickelte stattdessen das Konzept des Museumsufers, um den Main und seine Ufer im Innenstadtbereich aufzuwerten. Der Mainkai blieb eine Durchgangsstraße, die jedoch mehrmals jährlich für Veranstaltungen, beispielsweise im Rahmen des Mainfestes oder des Museumsuferfestes, gesperrt wurde. Zum Jahreswechsel 1999/2000 ließ der Radiosender Hit Radio FFH drei Riesenräder am Mainkai aufstellen, die zusammen mit einer überdimensionalen 2 eine vom Sachsenhäuser Ufer aus lesbare Zahl 2000 bildeten. Während der Fußball-Weltmeisterschaft 2006 war der Mainkai Teil der Fanmeile MainArena.

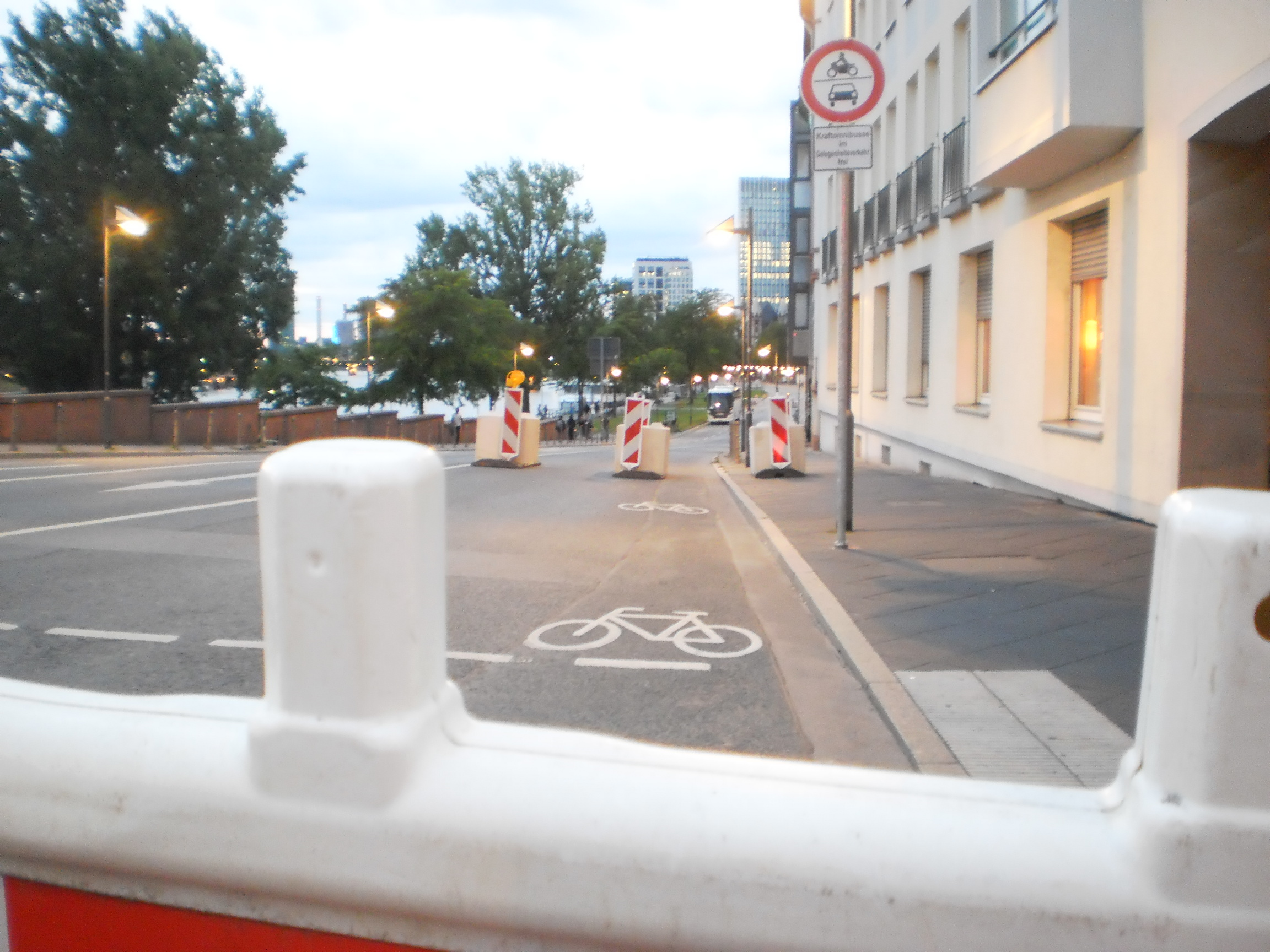
Brückenrampe an der Alten Brücke mit Zufahrt für den Radverkehr auf den Mainkai, August 2019

Das 2014 von der Stadtverordnetenversammlung beschlossene Innenstadtkonzept sah vor, die Anzahl der Fahrspuren am Mainkai auf zwei zu reduzieren, ihn aber durchgehend in beide Richtungen für den Individualverkehr offenzuhalten. Nach der Kommunalwahl 2016 vereinbarten die Koalitionsparteien im Koalitionsvertrag die „Probeweise Öffnung des innerstädtischen Mainufers für den Fuß- und Radverkehr“ für mindestens ein Jahr. Anfang 2018 stellte Verkehrsdezernent Oesterling seine Pläne der Öffentlichkeit vor. Eine Verkehrszählung im März 2018 ergab, dass davon knapp 20.000 PKW- und etwa 1000 Schwerverkehrfahrten täglich betroffen sind. Am 25. Juni 2019 stimmte die Stadtverordnetenversammlung dem Vorschlag zu. Am 29. Juli 2019 wurde die nördliche Mainuferstraße im Abschnitt von Mainkai und östlichem Untermainkai für ein Jahr für den Autoverkehr gesperrt. Restaurants und Cafés konnten ihre Außengastronomie erweitern, die Busparkplätze wurden verlegt.
In diese Zeit fielen das Mainfest, das Museumsuferfest, der Frankfurter Weihnachtsmarkt sowie weitere kleine Veranstaltungen. Autofahrer sollten auf die Berliner Straße ausweichen oder auf den ÖPNV wechseln; die Zufahrt für Anwohner und die Ausfahrt aus dem Parkhaus am U-Bahnhof Dom/Römer blieb  möglich. Auch eine Radroute aus Norden vom Kornmarkt zum Mainkai wurde 2018 eingerichtet, eine Einbahnstraße geöffnet. Nach ersten Erfahrungen von Nachbarn wurde die Straße seit der Sperrung für den Autoverkehr gerne von Radfahrern und E-Scootern genutzt. Es gab auch Befürchtungen über zunehmenden nächtlichen Partylärm. Während des Museumsuferfestes 2019 kam es infolge der gleichzeitigen Sperrung des südlichen Mainufers tagelang zu erheblichen Verkehrsbehinderungen in Sachsenhausen und der Innenstadt. Beim zuständigen Ortsbeirat 5 seien mehr Beschwerden eingegangen als zur Eröffnung der Landebahn Nordwest am Flughafen Frankfurt Main 2011. Die meisten Beschwerdeführer und der Ortsbeirat forderten, statt des Mainkais das Sachsenhäuser Ufer für den Autoverkehr zu sperren. Der Verkehrsdezernent wies die Forderungen zurück und kündigte an, am beschlossenen Konzept für den Mainkai festzuhalten.
Nach 13 Monaten wurde die innerhalb der Regierungskoalition umstrittene Sperrung des Mainkais am 31. August 2020 wieder aufgehoben. Obwohl Umfragen zufolge eine Mehrheit der Bürger die Sperrung befürwortete, ist mit dem Ende des verkehrspolitischen Experiments der frühere Zustand wiederhergestellt. Die nach der Kommunalwahl 2021 gebildete neue Regierungskoalition plant die dauerhafte Sperrung des Mainkais für den motorisierten Individualverkehr. 2021 sollen zunächst auf dem Mainkai in beiden Fahrtrichtungen Radfahrstreifen farbig angelegt und die Fahrbahn dadurch deutlich eingeengt werden. Der Kraftfahrverkehr wird dann nur noch einspurig je Fahrtrichtung abgewickelt.

## Bauwerke

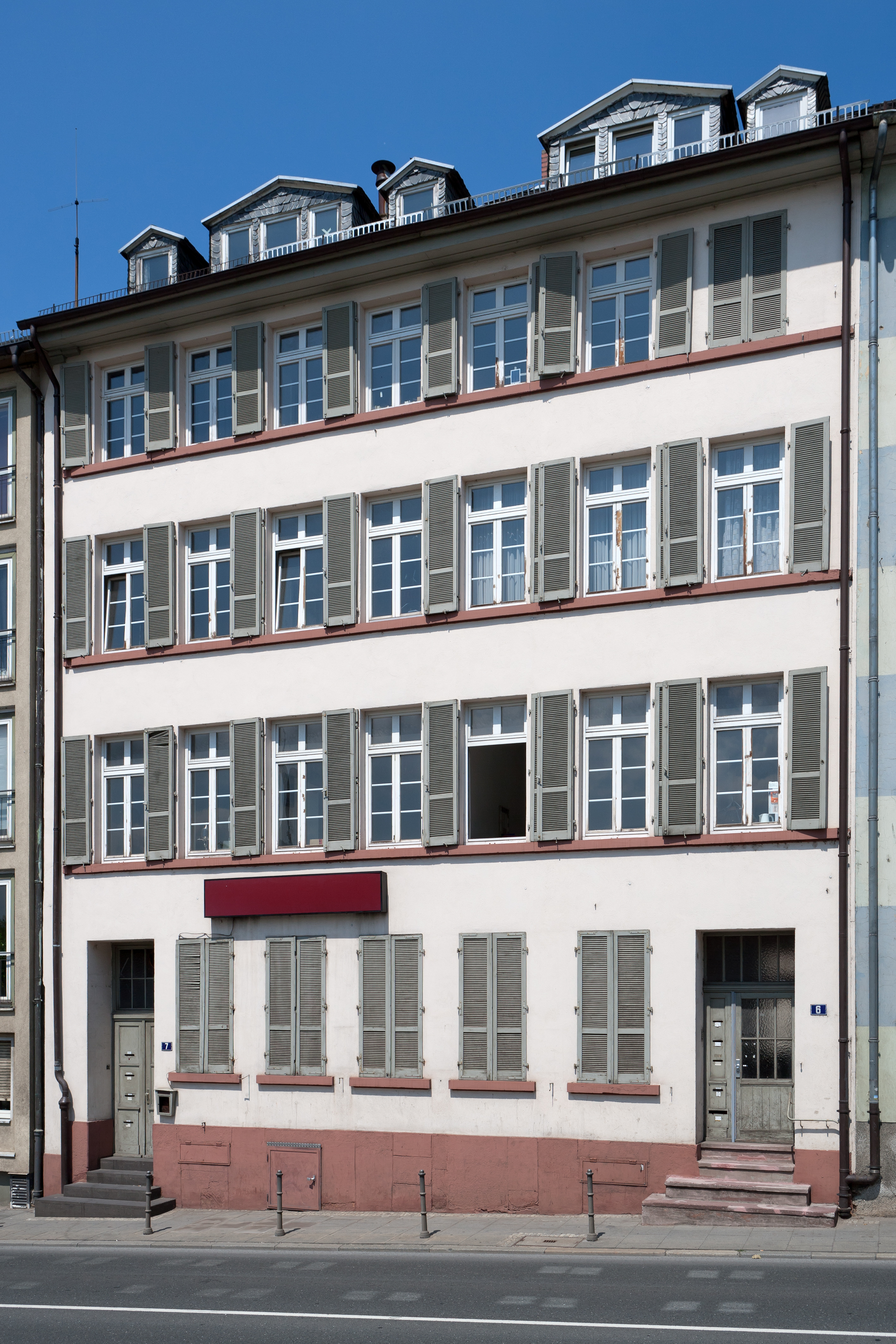
Mainkai 6/7

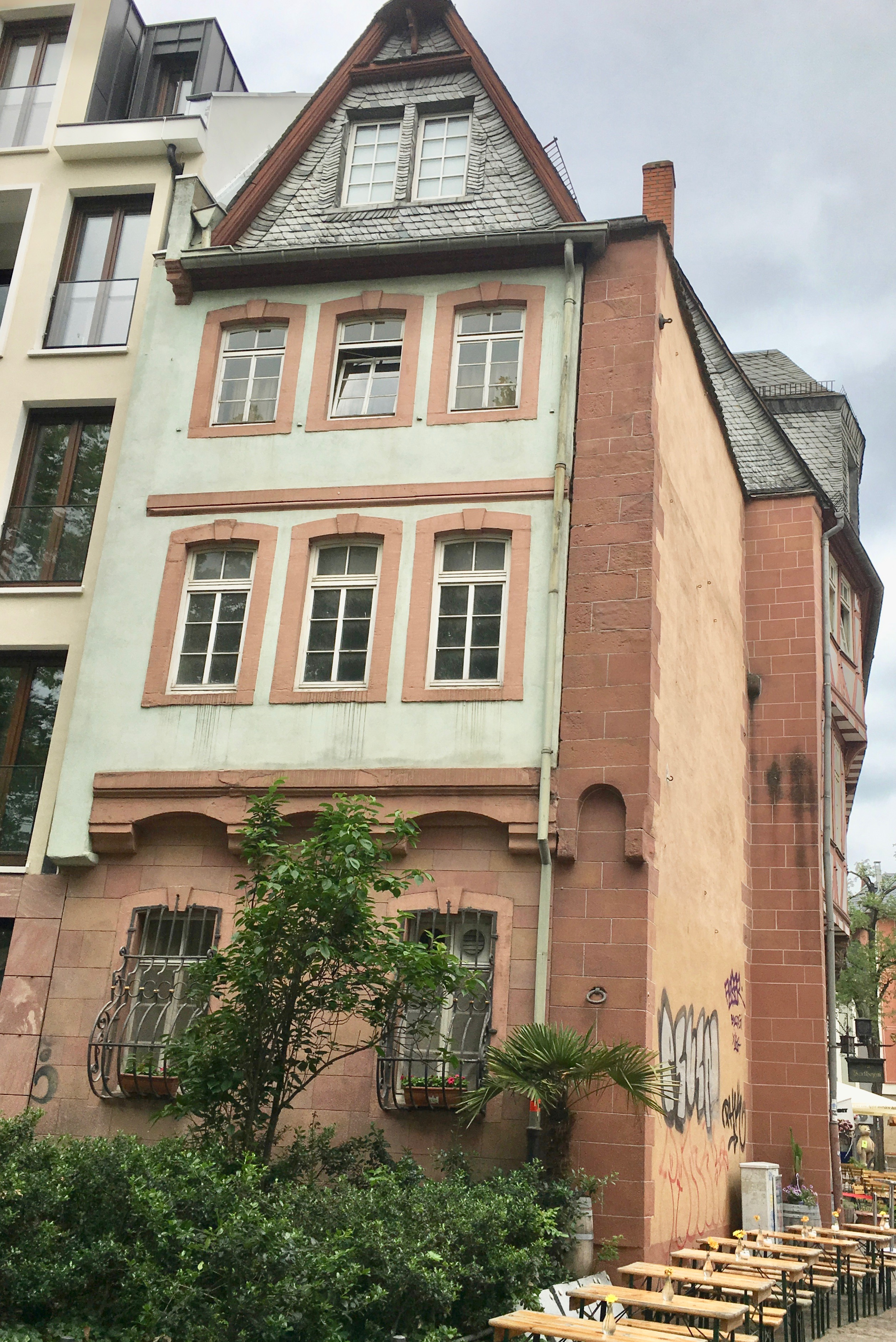
Haus Badstube, der zum Mainkai gerichtete Bauteil von Haus Wertheim

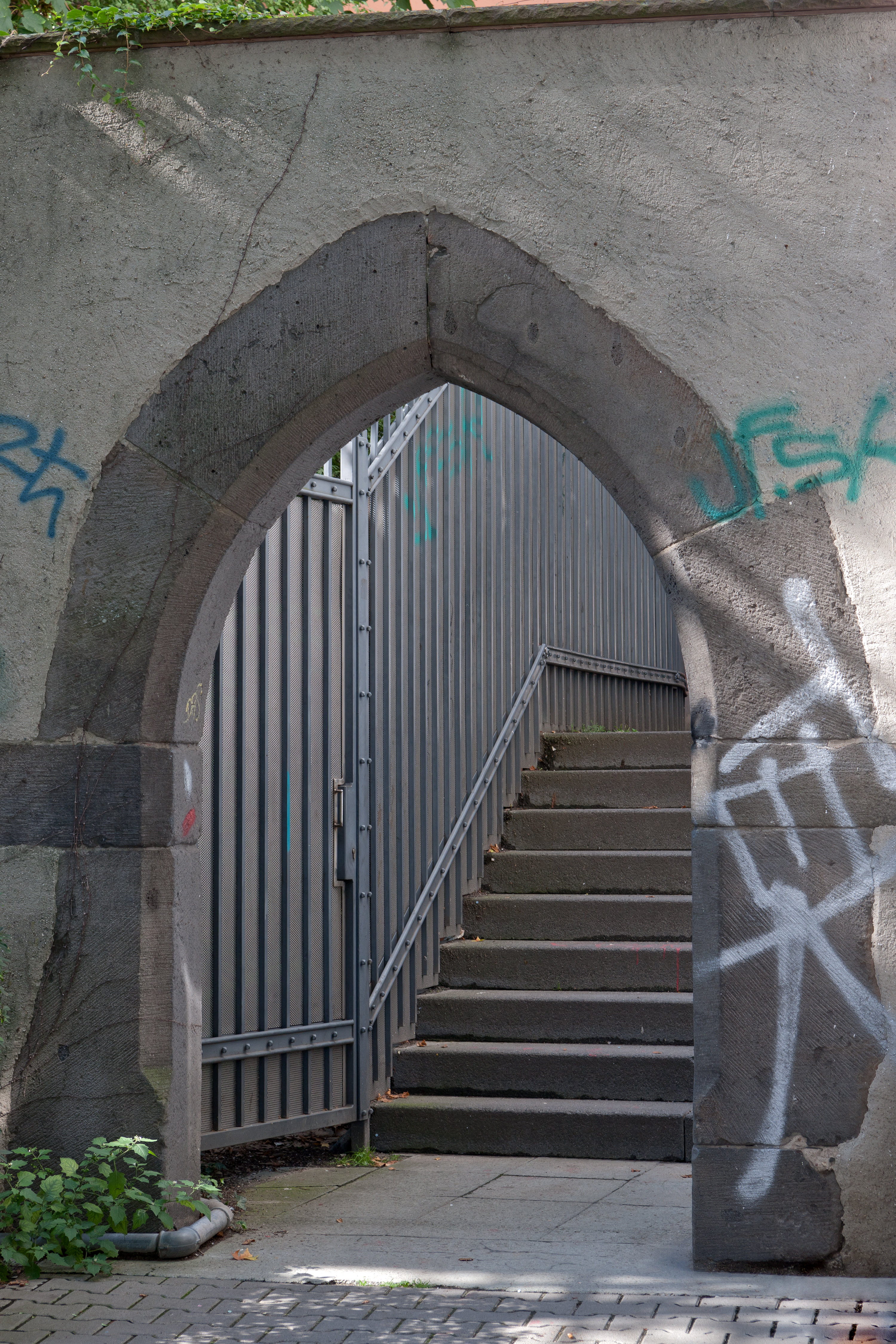
Frauenpförtchen

Bei den Luftangriffen auf Frankfurt am Main, vor allem am 18. und 22. März 1944, brannten die älteren Fachwerkhäuser am Mainkai bis auf die Grundmauern nieder. Die klassizistischen Steingebäude, vor allem um die Alte Brücke und westlich des Fahrtors, brannten zwar aus, blieben aber in ihrer Bausubstanz im Wesentlichen erhalten. Nach dem Krieg wurden die Trümmer ab 1950 beseitigt. 1952 begann der Wiederaufbau, bei dem die alten Grundstücke und Straßenverläufe vollständig verändert wurden. Die Gassen An der Schmidtstube und Kleine Fischergasse verschwanden völlig, Am Schlachthaus wurde in Zum Pfarrturm umbenannt und die Große Fischergasse wurde als Große Fischerstraße zu einer Parallelstraße zwischen Weckmarkt und Mainkai. Es entstand eine dreigeschossige Blockrandbebauung entlang des Weckmarktes, dahinter große begrünte Innenhöfe. Lediglich einige wenige klassizistische Gebäude wurden wiederhergestellt, zum Teil sind sie noch heute als Kulturdenkmäler ausgewiesen.
Das 1838 erbaute Haus Mainkai 4, mit lediglich vier Metern Fassadenbreite eines der schmalsten Häuser Frankfurts, verkaufte die Stadt 1994 in schlechtem Zustand an einen Investor, der es 1996 gegen starken Widerstand in der Öffentlichkeit und der Kommunalpolitik durch einen Neubau mit Glasfassade ersetzte. Das um 1840 erbaute denkmalgeschützte Nachbarhaus Mainkai 6/7 sowie das Haus Große Fischerstraße 40 sind Beispiele für die klassizistische Ursprungsbebauung des Mainkai. Der wiederaufgebaute Saalhof ist eines der historisch bedeutendsten Bauwerke Frankfurts. Er wurde nach der Zerstörung im Zweiten Weltkrieg äußerlich wiederaufgebaut und gehört seitdem zum Historischen Museum. Die Fassade zum Mainkai ist durch den 1715 bis 1717 errichteten barocken Bernusbau und den 1840 bis 1842 von Rudolf Burnitz errichteten neuromanischen Burnitzbau geprägt. Zum Saalhofkomplex gehört auch der 1454 bis 1456 durch Eberhard Friedberger errichtete Rententurm.
Die beiden Eckhäuser am Fahrtor sind Kulturdenkmäler, die den Krieg überstanden haben. Haus Wertheim ist ein Fachwerkhaus der Renaissance, das gegenüberliegende Wach- und Zollgebäude ein klassizistischer Bau der Zeit um 1830. Weiter westlich schließen sich das 1879 im Stil der Neurenaissance erbaute Haus Mainkai 39, das barocke Haus Mainkai 40 und das klassizistische Küsterhaus (Alte Mainzer Gasse 23) an.
Die Leonhardskirche ist der älteste erhaltene Kirchenbau in der Frankfurter Altstadt. Sie war nach dem Frankfurter Dom die zweite Stiftskirche der Stadt. In der Urkunde vom 15. August 1219, mit der der Stauferkönig Friedrich II. der Stadt das Grundstück schenkte, wird erstmals die Stadtgemeinde in ihrer Gesamtheit erwähnt und unter königlichen Schutz gestellt. Außerdem erhielten die Bürger das zu dieser Zeit sehr seltene Recht, den Priester zu bestimmen. Ihre erhaltenen spätromanischen Teile sind nach der im Kern karolingischen Justinuskirche im Stadtteil Höchst und der hochromanischen Saalhofkapelle die ältesten eines Kirchenbaus in Frankfurt.
Am Durchgang der Seckbächer Gasse hat sich ein spätgotisches Ausfalltor der Frankfurter Stadtbefestigung erhalten, das Frauen- oder Mainpförtchen.